# UFC 195
UFC 195: Lawler vs. Condit fue un evento de artes marciales mixtas celebrado por Ultimate Fighting Championship el 2 de enero de 2016 en el MGM Grand Garden Arena, en Las Vegas, Nevada.

## Historia
El evento estelar contó con el combate por el campeonato de peso wélter de UFC entre el actual campeón Robbie Lawler y el excampeón de peso wélter de WEC e interino de UFC, Carlos Condit.
Dustin Poirier tenía previsto enfrentarse a Joe Duffy en el evento estelar de UFC Fight Night 76. Sin embargo, el 21 de octubre, Duffy tuvo que abandonar el combate por una concusión. Finalmente, el combate se celebró en este evento.

## Resultados
1. ↑  Por el campeonato de peso wélter de UFC.

## Premios extra
Cada peleador recibió un bono de $50,000.
- Pelea de la Noche: Robbie Lawler vs. Carlos Condit
- Actuación de la Noche: Stipe Miočić y Michael McDonald